# Lee Smith
Lee Smith (Sydney, 1960) is een Australische filmeditor.
Smith begon eind jaren zeventig zijn filmcarrière als geluidstechnicus in de filmwereld. Eind jaren tachtig maakte hij de overstap naar filmeditor. De film RoboCop 2 (1990) was een van de eerste films waarmee hij verantwoordelijk was als filmeditor. Met filmregisseur Christopher Nolan werkte hij van 2005 tot en met 2017 onafgebroken samen aan films. Hij ontving met de films Master and Commander: The Far Side of the World (2003) en The Dark Knight (2008) een Oscar-nominatie voor beste montage. Bij de 90ste Oscaruitreiking won hij het beeldje daadwerkelijk voor Dunkirk (2017).

## Filmografie

### Als filmeditor
- 1986: Dead End Drive-In
- 1987: Howling II
- 1989: Communion
- 1990: RoboCop 2
- 1992: Turtle Beach
- 1992: Blinky Bill
- 1993: Fearless
- 1996: Lilian's Story
- 1997: Joey
- 1998: The Truman Show
- 1999: Two Hands
- 2000: Risk
- 2001: Buffalo Soldiers
- 2002: Black and White
- 2003: The Rage in Placid Lake
- 2003: Master and Commander: The Far Side of the World
- 2005: Batman Begins
- 2006: The Prestige
- 2008: The Dark Knight
- 2010: Inception
- 2010: The Way Back
- 2011: X-Men: First Class
- 2012: The Dark Knight Rises
- 2013: Elysium
- 2013: Ender's Game
- 2014: Interstellar
- 2015: Spectre
- 2017: Dunkirk
- 2019: X-Men: Dark Phoenix
- 2019: 1917
- 2022: The 355
- 2022: Empire of Light
- 2024: Argylle

### Overige (selectie)
- 1978: Little Boy Lost – assistent geluidseditor
- 1980: The Chain Reaction – aanvullend geluid
- 1982: Turkey Shoot – nasynchronisatie-editor
- 1985: Burke & Wills – geluidseffecten-editor
- 1986: Dead Calm – sounddesigner
- 1989: Dead Poets Society – aanvullend filmeditor
- 1989: Bangkok Hilton (miniserie) – sounddesigner
- 1992: Lorenzo's Oil – sounddesigner
- 1993: The Piano – sounddesigner
- 1994: Little Women – sounddesigner
- 1996: The Portrait of a Lady – sounddesigner
- 1999: Holy Smoke – sounddesigner
- 2015: Chappie – aanvullend filmeditor

## Prijzen en nominaties

### Academy Awards (Oscars)
| Jaar | Titel                                           | Categorie     | Uitslag     |
| ---- | ----------------------------------------------- | ------------- | ----------- |
| 2004 | Master and Commander: The Far Side of the World | Beste montage | Genomineerd |
| 2009 | The Dark Knight                                 | Beste montage | Genomineerd |
| 2018 | Dunkirk                                         | Beste montage | Gewonnen    |

### BAFTA Awards
| Jaar | Titel           | Categorie     | Uitslag     |
| ---- | --------------- | ------------- | ----------- |
| 1994 | The Piano       | Beste geluid  | Genomineerd |
| 2009 | The Dark Knight | Beste montage | Genomineerd |
| 2011 | Inception       | Beste montage | Genomineerd |
| 2018 | Dunkirk         | Beste montage | Genomineerd |